# Vahva
Koordinaten: 58° 17′ N, 21° 59′ O
Vahva (deutsch Wagwa) ist ein Dorf (estnisch küla) auf der größten estnischen Insel Saaremaa. Es gehört zur Landgemeinde Saaremaa (bis 2017: Landgemeinde Lääne-Saare) im Kreis Saare.
Das Dorf hat sieben Einwohner (Stand 1. Januar 2016). Seine Fläche beträgt 1,73 km².